# Alfa 1 antitripsina
Alfa 1 antitripsina (AAT ou A1AT), também escrito α1 anti-tripsina (α1AT), é um inibidor de enzimas que digerem proteínas no sangue produzido principalmente pelo fígado. É chamada de antitripsina por sua capacidade de inativar a tripsina, uma enzima digestiva pancreática, porém, apesar do nome, é mais eficiente inativando outras enzimas digestivas, como a elastase produzida por neutrófilos. Assim, sua nomenclatura mais precisa é Inibidor de proteinase alfa 1 (IPα1).

## Função
A alfa 1 antitripsina (A1AT) é uma glicoproteína codificada no gene SERPINA1, locus Pi, localizado no braço longo do cromossomo 14 (14q31-32). Sua principal função é inibir a tripsina, elastase e a protease-3. Essa inibição serve para proteger os pulmões e o fígado de enzimas capazes de digerir proteínas (proteases) produzidas por macrófagos e neutrófilos durante respostas inflamatórias. No sangue humano de um adulto saudável há entre 1,5 a 3,5 gramas/litro de A1AT.

## Patologias
A deficiência de AAT é um distúrbio genético de herança autossômica codominante. Pode ser causada por mutação de 30 alelos diferentes, nomeados de acordo com o alfabeto, mas 95% dos casos afetam o alelo Z. Os sintomas mais frequentes de deficiência de alfa-1-antitripsina são:
- Dificuldade em respirar após esforço (84%),
- Sibilância (76%),
- Catarro (50%),
- Tosse persistente (42%),
- Bronquite crônica (40%)

Pode evoluir para fibrose hepática e enfisema pulmonar.
Alguma variação da deficiência de alfa-1-antitripsina (DAAT) é tão freqüente quanto a fibrose cística, afetando um em cada 2.000-5.000 indivíduos. Estima-se que o número de portadores de DAAT chegue a 3,4 milhões.
Também está associada com:
- Tumores hepáticos;
- Icterícia por obstrução;
- Hipertensão portal.